# Viola organista – The da Vinci Sound
Viola organista – The da Vinci Sound – album muzyki dawnej polskiego pianisty i konstruktora Sławomira Zubrzyckiego, będący pierwszym w historii fonograficznym zapisem recitalu violi organisty. Powstał dzięki portalowi crowdfundingowemu Kickstarter, a wydany 3 listopada 2015 przez Piano Classic i organizatorów Stockholm Early Music Festival. Zubrzycki w 2012 r. w Krakowie wykonał jako pionier instrument strunowo-smyczkowy viola organista zaprojektowany przez Leonarda da Vinci. Na płycie zagrał na nim kompozycje Heinricha Ignaza Bibera, Marina Marais'go i innych kompozytorów europejskich. Jako tzw. bonus track znalazła się tu również zrekonstruowana przez Kazimierza Pyzika kompozycja samego Leonarda da Vinci. Płyta otrzymała nominację do nagrody Fryderyka 2016 w kategorii Album Roku – Muzyka Dawna.

## Lista utworów

### Heinrich Ignaz Franz von Biber(1644-1704)
- 1. Mystery – Sonata no. 1 "The Annunciation"

### Marin Marais(1656-1728)
- 2. Les Voix humaines from "Deuxième Livre de Pièces de viole"

### Carl Friedrich Abel(1723-1787)
- 3. Allegro – WKO 205
- 4. A piece for viola da gamba solo – WKO 208

### Adam Jarzębski(ca 1590-1649)
- 5. Concerto primo from "Canzoni e Concerti"

### Mr de Sainte-Colombe(16??-17??)
- 6. Concert XLIV from "Concerts à deux violes esgales"

### Carl Philipp Emanuel Bach(1714-1788)
- 7 Sonata in G für das Bogenklavier Wq.65/48

### Marin Marais(1656-1728)
- 8 Les Folies d'Espagne from "Pièces de Viole" du Seconde Livre

### Leonardo da Vinci(1452-1519)
- 9 Bonus Track: The music from "Portrait of a Musician" painting. Reconstruction by Kazimierz Pyzik.